# Будищанська вулиця (Київ)
Будища́нська ву́лиця — вулиця в Деснянському районі міста Києва, житловий масив Вигурівщина-Троєщина. Пролягає між вулицями Радунською та Оноре де Бальзака.

## Історія
Вулиця виникла на початку 1990-х років під назвою Нова. Сучасна назва — з 1991 року, від історичної місцевості Будища.

## Установи та заклади
- Заклад дошкільної освіти № 165 "Забава" (буд. № 4а)
- Укрпошта. Відділення № 97 (буд. № 7)
- Супермаркет АТБ (буд. № 7)
- Заклад дошкільної освіти № 770 "Пізнайко" (буд. № 7б)
- Спеціалізова школа I-III ступенів № 320 (буд. № 8)